# ¿Algo que declarar?
¿Algo que declarar? es un dating show español presentado por Pablo Chiapella basado en el formato de televisión estadounidense "Baggage" desde el 23 de julio de 2025.

## Formato
¿Algo que declarar? pondrá a prueba la compatibilidad y la capacidad de aceptación de todos los participantes desde el primer momento. Los participantes llegarán con maletas de distinto tamaño, ocultando en cada una de ellas un secreto muy personal y particular. Cuando más grande y espaciosa sea la maleta, mayor será la importancia del secreto. El nuevo espacio está abierto a todo aquel que quiera encontrar el amor, independientemente de su edad, orientación sexual o vivencias anteriores y recogerá la diversidad sexual y de identidad de género de nuestra sociedad.
A lo largo de varias rondas, los secretos de los tres pretendientes se revelan uno a uno a través de sus maletas. Al final, el participante principal elige a un pretendiente. Una vez tomada la decisión, se revela el secreto del candidato principal, escondido en una gran maleta roja. Si el pretendiente elegido lo acepta, la pareja ganará el premio y se irá de viaje juntos para conocerse mejor.

## Equipo

### Presentador
| Presentador     | La 1 | La 1 |
| Presentador     | 2025 |      |
| --------------- | ---- | ---- |
| Pablo Chiapella |      |      |

### Técnico
Dirección
- Elena Gómez

Producción
- Margarita Asensio

Guion
- Raúl Silvestre
- Estíbaliz Gabilondo

Realización
- Javier Cabezas
- Gonzalo Ermocida

Fotografía
- Iñaki Irastorza

Edición
- Almudena Alonso
- Ivanka Alonso

Sonido
- Antuan Martínez de Yuso

## Audiencias
| Temporada | Temporada | Episodios | Estreno             | Final | Audiencia media | Audiencia media |
| Temporada | Temporada | Episodios | Estreno             | Final | Espectadores    | Cuota           |
| --------- | --------- | --------- | ------------------- | ----- | --------------- | --------------- |
|           | 1         | 9         | 23 de julio de 2025 | TBA   | 508 000*        | 9,3%*           |

### Temporada 1 (2025)
| N.º Temp. | Fecha de emisión     | Audiencia       |
| --------- | -------------------- | --------------- |
| 1x01 (1)  | 23 de julio de 2025  | 720 000 (13,3%) |
| 1x02 (2)  | 30 de julio de 2025  | 468 000 (8,0%)  |
| 1x03 (3)  | 6 de agosto de 2025  | 455 000 (8,3%)  |
| 1x04 (4)  | 13 de agosto de 2025 | 388 000 (7,5%)  |
| 1x05 (5)  | 20 de agosto de 2025 |                 |